# جستی باومگارت
جستی باومگارت (انگلیسی: Justi Baumgardt؛ زادهٔ ۲۲ ژوئیهٔ ۱۹۷۵) بازیکن فوتبال اهل ایالات متحده آمریکا است.
از باشگاه‌هایی که در آن بازی کرده‌است می‌توان به نیویورک پاور، واشینگتن فریدام، و باشگاه فوتبال زنان سیاتل ساندرز اشاره کرد.
وی همچنین در تیم ملی فوتبال زنان ایالات متحده آمریکا بازی کرده‌است.